# Hemeroblemma filia
Hemeroblemma filia är en fjärilsart som beskrevs av Achille Guenée 1852. Hemeroblemma filia ingår i släktet Hemeroblemma och familjen nattflyn. Inga underarter finns listade i Catalogue of Life.